# Парламентские выборы в Автономной Республике Крым (1998)
Парламентские выборы в Крыму состоялись 29 марта 1998 года. Коммунистической партии Украины выиграла выборы и получила в Верховном Совете, 38 мест из 100, хотя 47 мандатов получили самовыдвиженцы. Закон «О выборах» был изменен, и была введена мажоритарная система, что, однако, не обеспечило серьезной представленности меньшинств, особенно крымских татар, в Верховном Совете, крымские татары вообще не получили представительство.

## Результаты
| Партия                          | Результат | % | Депутаты | +/-     |
| ------------------------------- | --------- | - | -------- | ------- |
| Коммунистическая партия Украины |           |   | 38       | +36     |
| Народная партия                 |           |   | 5        | Впервые |
| Союз                            |           |   | 4        | Впервые |
| Народно-демократическая партия  |           |   | 4        | Впервые |
| Партия возрождения Украины      |           |   | 1        | -2      |
| Социалистическая партия Украины |           |   | 1        | Впервые |
| Независимые                     |           |   | 47       | +27     |
| Всего                           |           |   | 100      | 0       |